# Bessemer (Alabama)
Bessemer – miasto w Stanach Zjednoczonych, w stanie Alabama, w hrabstwie Jefferson. W 2008 liczyło 28 142 mieszkańców. W 2023 liczba mieszkańców spadła do 25 037 osób, a gęstość zaludnienia wyniosła 237,1 osoby/km².